# Lindsay Pearce
Lindsay Heather Pearce, là một nữ diễn viên kiêm ca sĩ người Mỹ, hay còn được biết đến với danh hiệu á quân của cuộc thi The Glee Project, giúp cô nhận được một vai phụ trong chương trình truyền hình Glee.

## Cuộc sống đời thường
Pearce được sinh ra tại Modesto, California và là con nuôi. Cô bắt đầu xuất hiện trên các chương trình người lớn khi mới 13 tuổi. Trong vòng sáu tháng đầu tiên của cuộc đời, cô đã bị điếc và tai của được đánh giá cao trong ngành âm nhạc vì lý do này.
Cô đồng thời còn là em gái của cầu thủ bóng đá Heath Pearce.

## Sự nghiệp
Vào đầu năm 2011, Pearce đã đến thử vai cho chương trình The Glee Project, một cuộc thi hát/diễn xuất nơi người chiến thắng sẽ được xuất hiện trong 7 tập phim của mùa 3 của bộ phim truyền hình Mỹ, Glee. Cô đã lọt vào top 12 của cuộc thi và vượt qua 40,000 bản đăng ký dự thi. Trong chương trình, cô đã gắn với biệt danh "cô nàng ca kịch" bởi kỹ năng trình diễn và tính chuyên nghiệp của mình. Cuối cùng, cô đã giành được giải nhì cùng Alex Newell, khiến cho những nhà sản xuất khá ấn tượng, chính vì thế, họ đã tạo cơ hội cho cả hai xuất hiện trong hai tập phim của Glee.
Trong tập phim công chiếu mùa 3 của Glee, Pearce đã được giới thiệu cùng nhân vật Harmony, một ca sĩ đầy tham vọng và tài năng khiến Kurt và Rachel cảm thấy ghen tị khi cô cùng nhóm hát của mình trình diễn liên khúc "Anything Goes" từ vở kịch cùng tên và "Anything You Can Do" từ vở Annie Get Your Gun. Tập phim này được phát sóng vào ngày 20 tháng 9 năm 2011 và cô sẽ xuất hiện thêm một lần nữa. Phần xuất hiện của cô được nhiều nhà phê bình đánh giá cao, trong đó có Michael Slezak từ TVLine, người cho rằng Harmony là "sự tuyệt vời được mang đến cuộc đời", còn Todd VanDerWerff của The A.V. Club, thì cho rằng cô "có lẽ là nhân vật mới xuất sắc nhất". Liên khúc này đã được phát hành thành đĩa đơn kỹ thuật số sau khi phát sóng.
Pearce sau đó đã thủ vai Bạch Tuyết trong vở nhạc kịch A Snow White Christmas tại rạp hát El Portal Theatre, từ ngày 30 tháng 11 đến 18 tháng 12 năm 2011. Neil Patrick Harris và Marina Sirtis đồng thời cũng xuất hiện trong vở kịch trong vai Gương thần và Mụ phù thủy độc ác.
Cô đồng thời cũng sẽ thủ vai Wendla Bergman trong vở Spring Awakening tại Los Angeles.

## Danh sách phim đã tham gia
| Năm  | Tựa phim         | Vai      | Ghi thú           |
| ---- | ---------------- | -------- | ----------------- |
| 2011 | The Glee Project | Thí sinh | Á quân            |
| 2011 | Glee             | Harmony  | 2 tập trong Mùa 3 |